# WASP-21 b
WASP-21 b (Bendida) – planeta pozasłoneczna typu gorący jowisz, znajdująca się w konstelacji Pegaza w odległości około 750 lat świetlnych od Ziemi. Została odkryta w 2010 roku w ramach programu SuperWASP.
WASP-21 b ma masę wynoszącą 0,27 masy Jowisza oraz promień o 14% większy od promienia Jowisza. Planeta ta obiega swoją gwiazdę z okresem wynoszącym ok. 4,3 dnia. Tranzyty planety mają miejsce co 103 godziny i trwają ok. 3,4 godziny. Jej bardzo niska gęstość sugeruje, że planeta zbudowana jest z wodoru i helu i nie posiada jądra.

## Nazwa
Planeta ma nazwę własną Bendida, wywodzącą się od Bogini Matki z religii Traków. Nazwa została wyłoniona w konkursie zorganizowanym w 2019 roku przez Międzynarodową Unię Astronomiczną w ramach stulecia istnienia organizacji. Uczestnicy z Bułgarii mogli wybrać nazwę dla tej planety. Spośród nadesłanych propozycji zwyciężyła nazwa Bendida dla planety i Tangra dla gwiazdy.